# Municipio de Hallsberg
Hallsberg (en sueco: Hallsbergs kommun) es un municipio de la provincia de Örebro, en el centro-sur de Suecia. Su sede se encuentra en la localidad de Hallsberg. El municipio actual se creó en 1971 cuando la ciudad de mercado (köping) de Hallsberg se fusionó con los municipios rurales  adyacentes.

## Localidades
Hay seis áreas urbanas (tätort) en el municipio:
| # | Tätort     | Población |
| - | ---------- | --------- |
| 1 | Hallsberg  | 8421      |
| 2 | Pålsboda   | 1686      |
| 3 | Sköllersta | 1072      |
| 4 | Vretstorp  | 915       |
| 5 | Östansjö   | 838       |
| 6 | Hjortkvarn | 253       |

## Ciudades hermanas
Hallsberg está hermanado o tiene tratado de cooperación con:
- Gifhorn, Alemania
- Jajce, Bosnia y Herzegovina